# Smart Village (Egitto)
Smart Village (in arabo القرية الذكية‎?) è un distretto ad alta tecnologia nella città di 6 di ottobre nel Governatorato di Giza, in Egitto, istituito con decreto presidenziale n. 355 nel 2000, con le attività che iniziarono nel 2001. È un distretto dove sono presenti edifici per uffici, negozi al dettaglio, intrattenimento, fabbriche e spazi verdi.
Si trova sull'Autostrada Cairo-Alessandria, a ovest del Cairo e occupa un'area di 450 feddan. È di proprietà di Smart Villages Development and Management Company.

## Progetto
Hosni Mubarak ha firmato il decreto e ha fornito il terreno per la costruzione dello Smart Village in modo che l'Egitto potesse costruire la sua economia e industria IT. Mubarak lavorò per coinvolgere nel progetto grandi imprese come Microsoft, IBM e Cisco Systems. Il decreto del 2001 concedeva alle imprese dello Smart Village un'agevolazione fiscale decennale. Il piano generale era quello di creare diversi villaggi intelligenti in Egitto.

## Aziende
Lo Smart Village contiene edifici governativi e ministeriali, nonché aziende private. Qui ha sede il Ministero delle Comunicazioni e dell'Informazione Tecnologica. Nel 2012 la Borsa egiziana ha trasferito le sue funzioni amministrative allo Smart Village e dispone di uno degli edifici più grandi del distretto. Sempre nel 2012, Research In Motion, l'azienda produttrice del Blackberry, ha trasferito qui i propri uffici, assumendo ingegneri egiziani.
Nel maggio 2018 la Biblioteca di Alessandria ha aperto un centro di ricerca egittologica e lo ha chiamato Hawass Saqqara Training Center. Anche Xceed, una filiale di Telecom Egypt, opera nello Smart Village.

## Galleria d'immagini

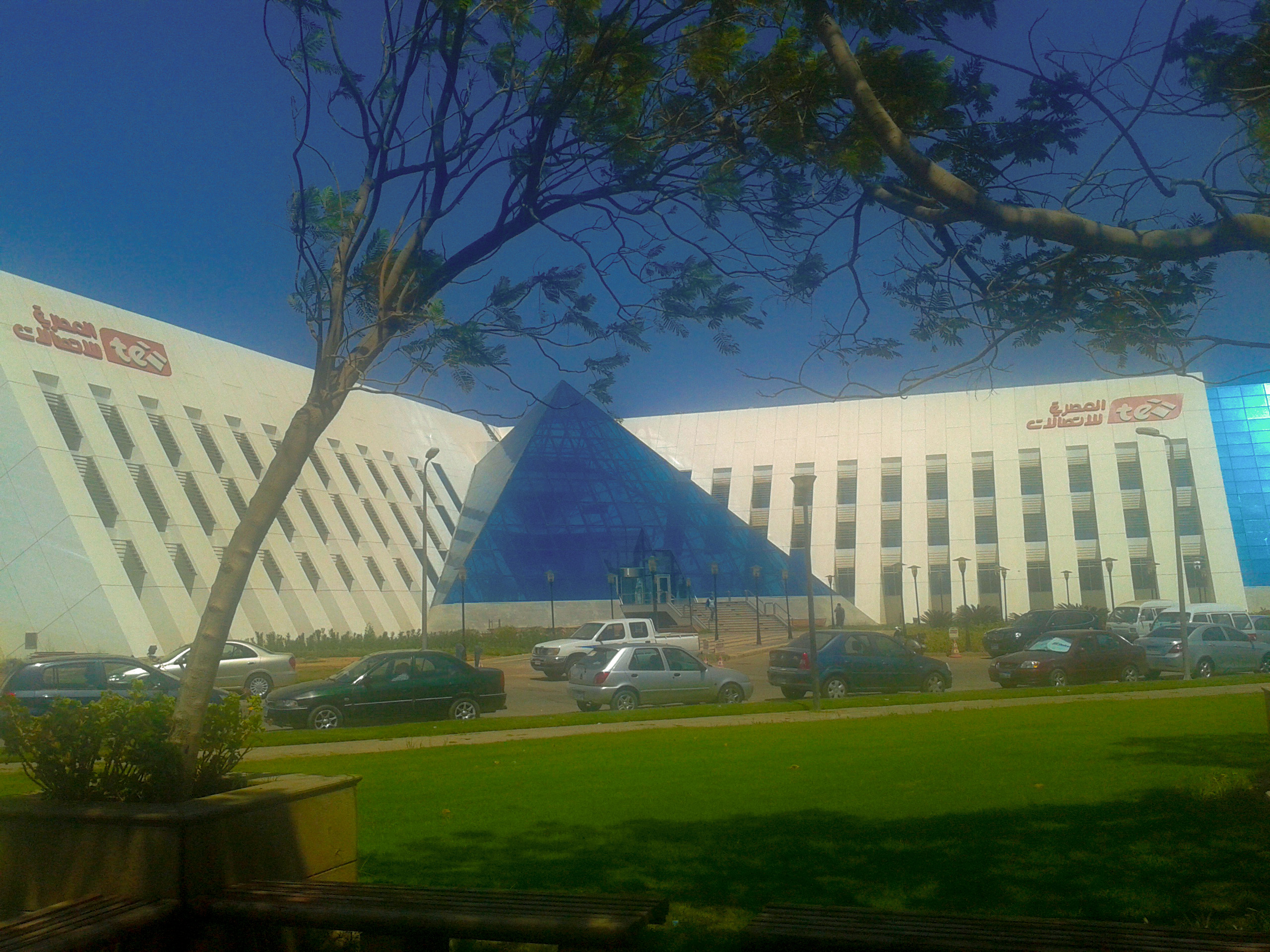
Quartier generale di Telecom Egypt
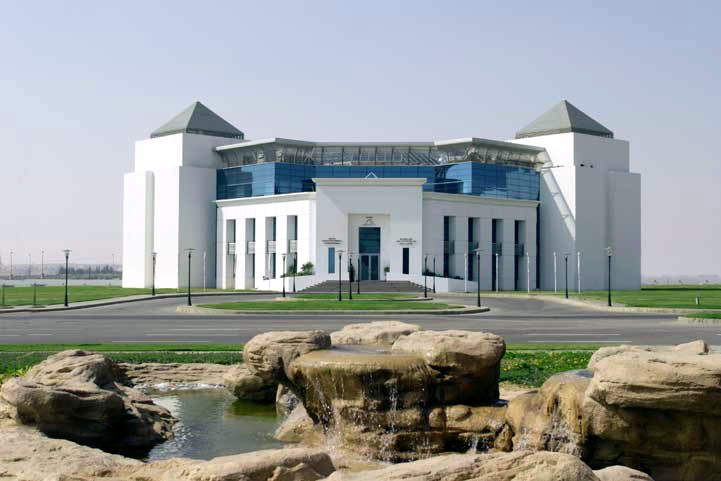
Centro per la documentazione del patrimonio culturale e naturale
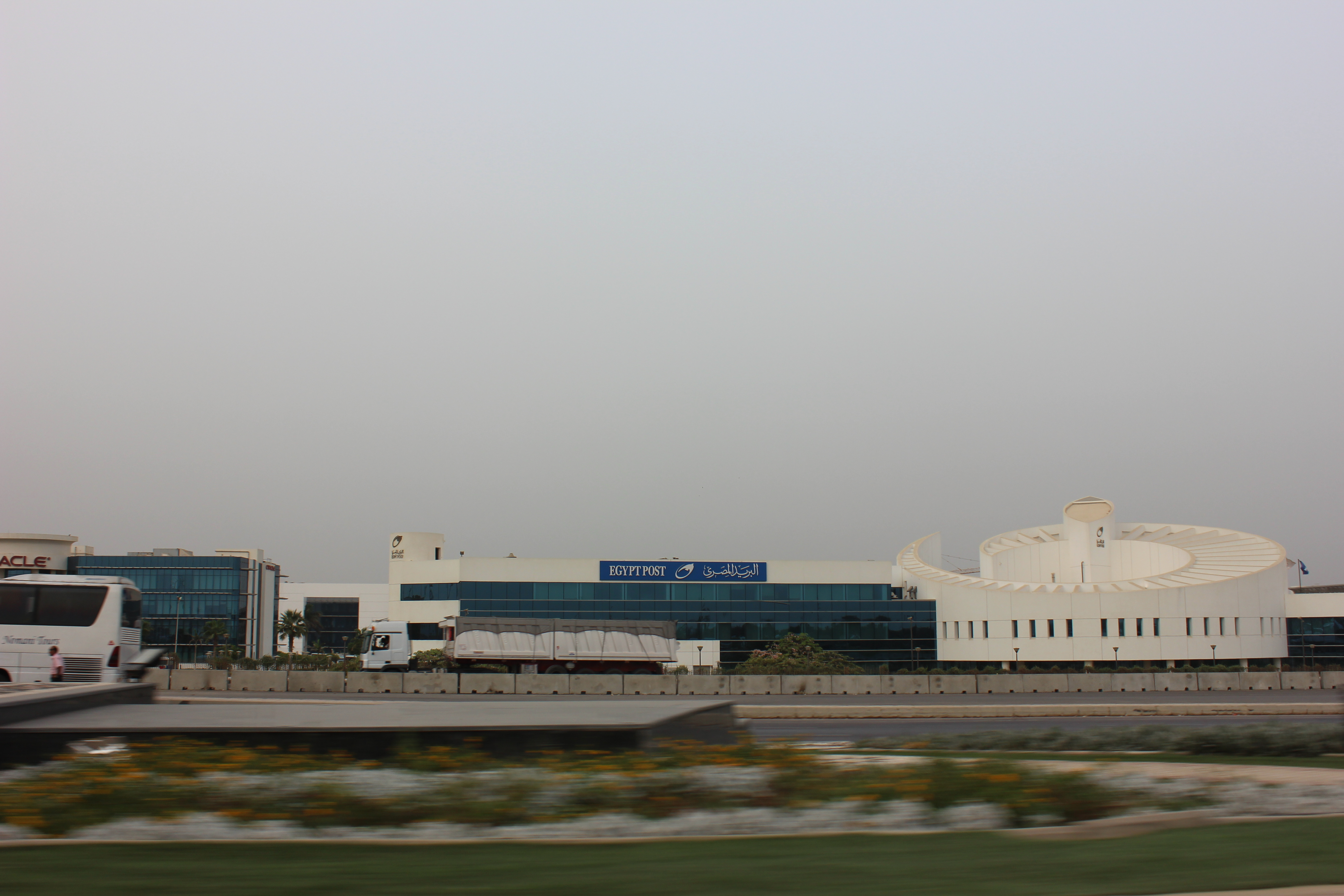
Quartier generale di Egypt Post
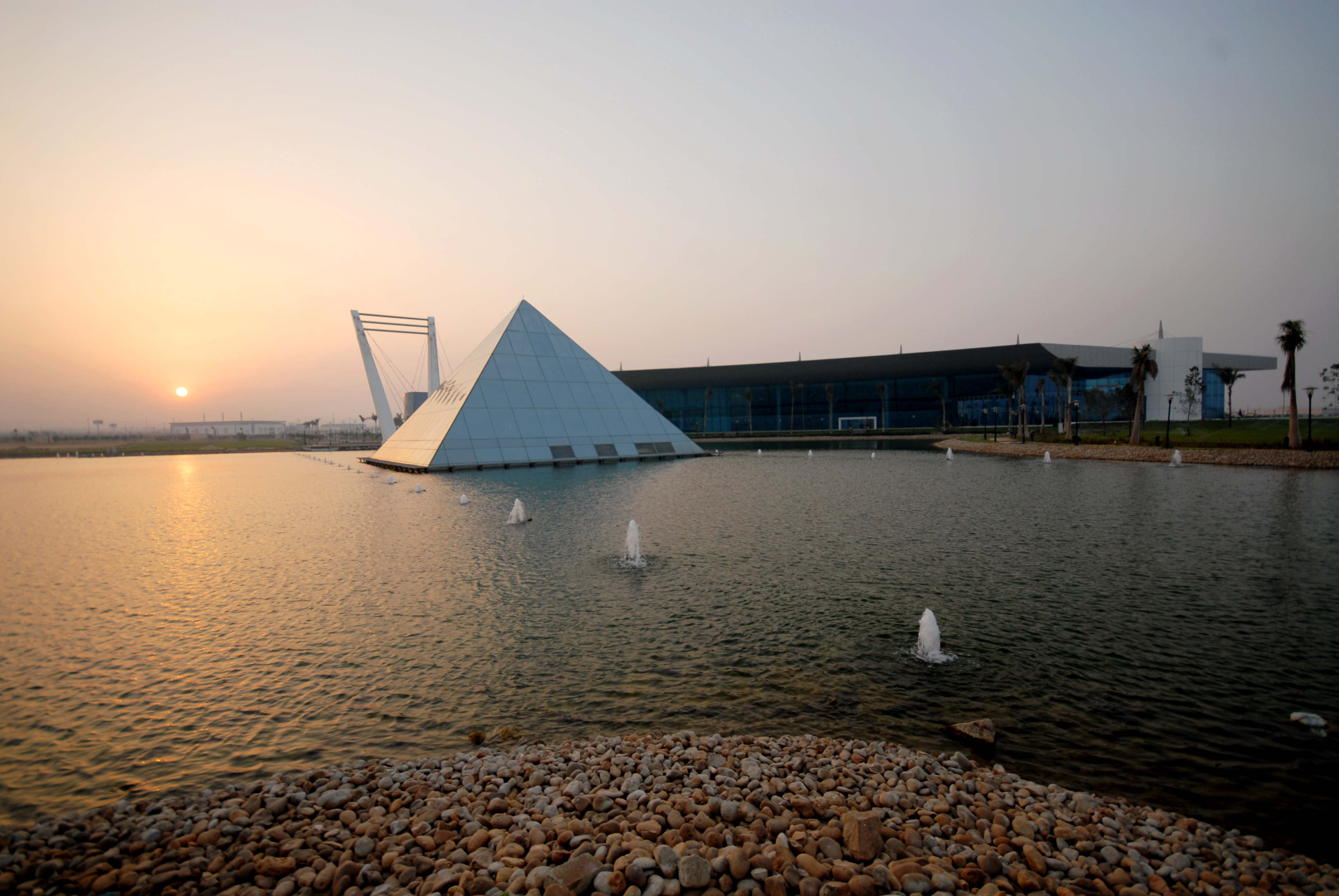
"The Think Tank"